# Villa romana di Bignor

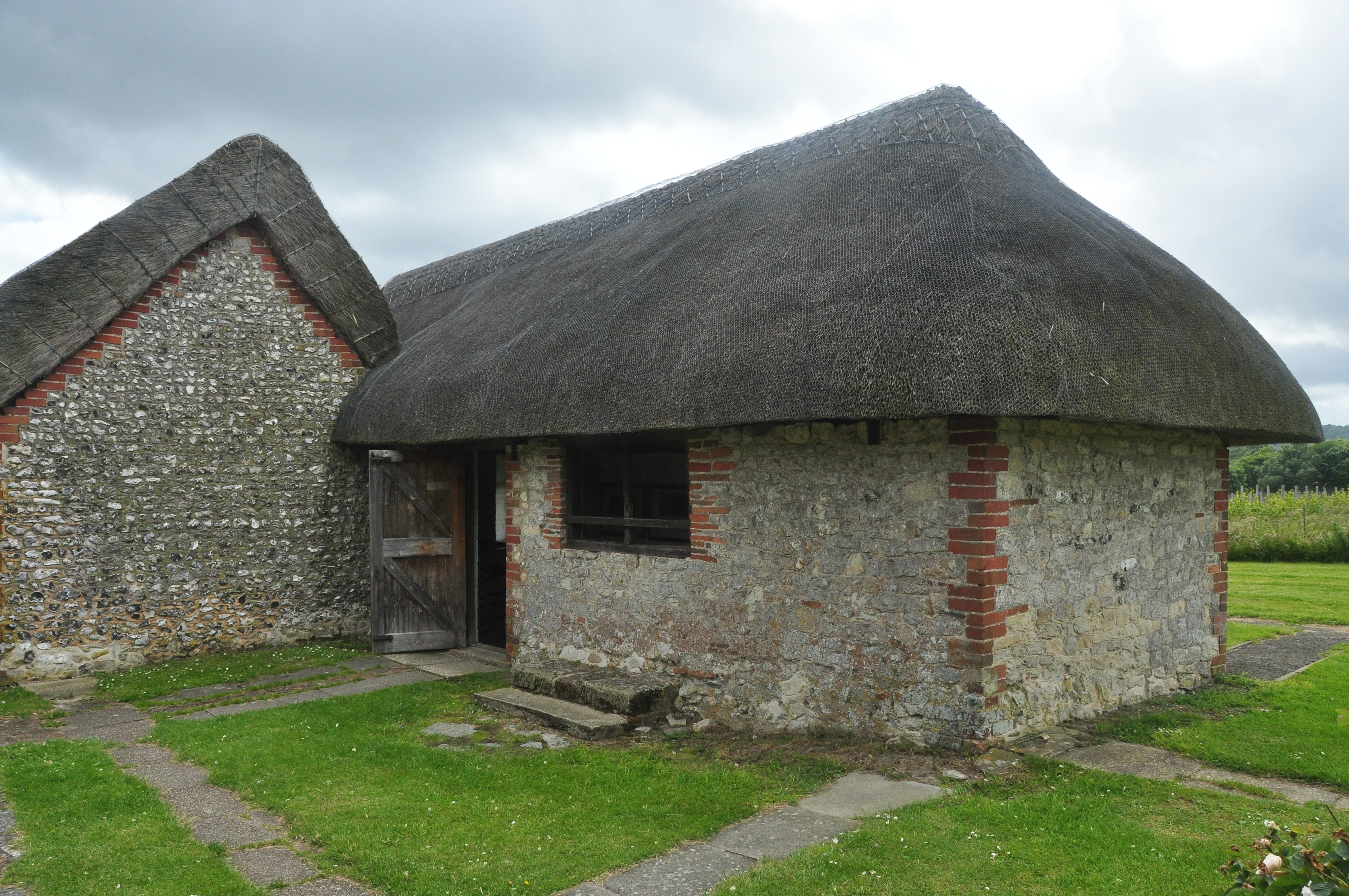
Alcuni degli edifici che compongono il sito

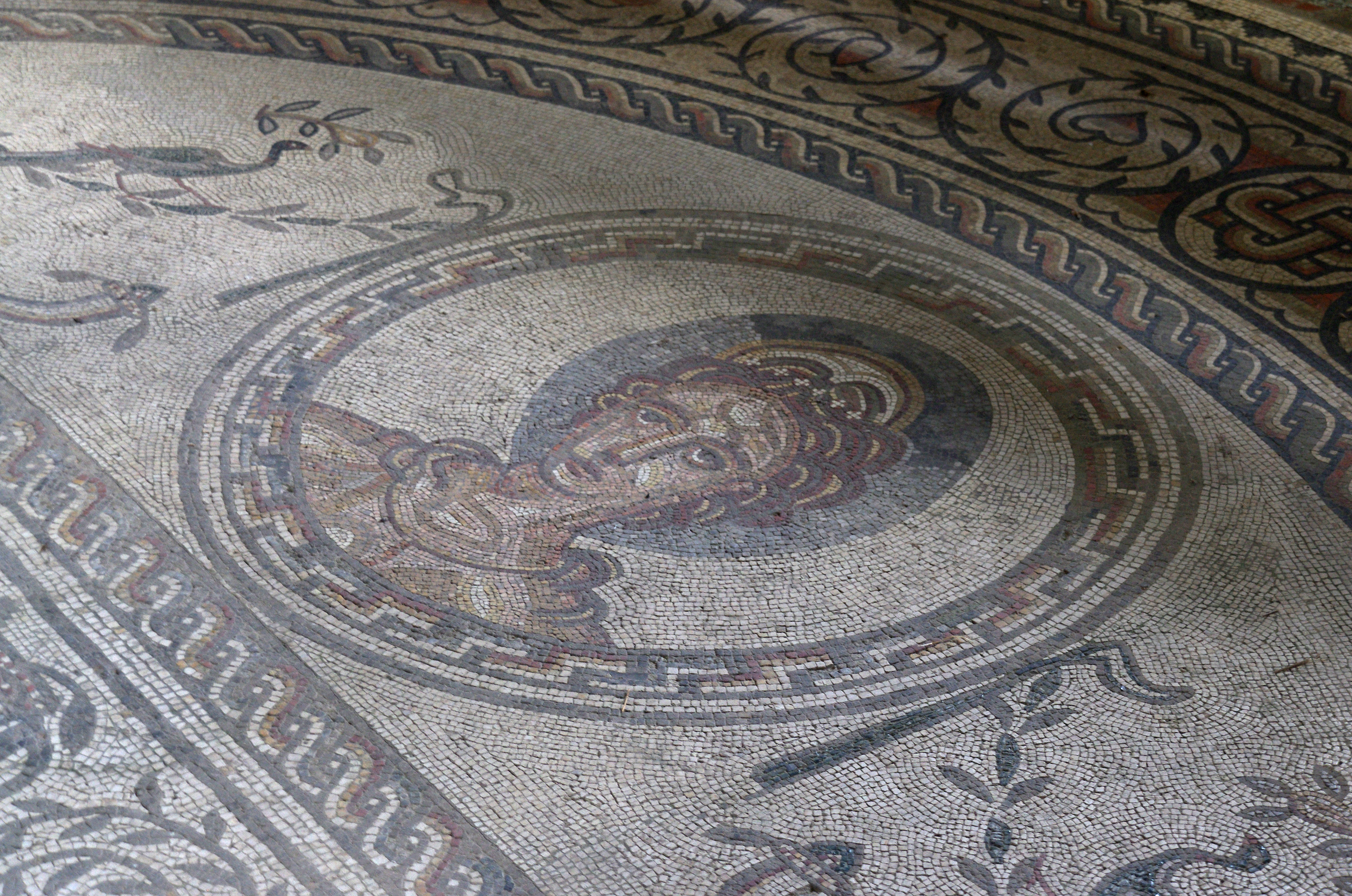
Uno dei mosaici della villa romana di Bignor

La villa romana di Bignor (in inglese: Bignor Roman Villa) è un sito archeologico e museale del villaggio inglese di Bignor, nel West Sussex (Inghilterra sud-orientale), costituito dai resti di abitazioni romane databili tra la fine del II secolo e la metà del IV secolo e rinvenuti nel 1811. Si tratta di uno dei più grandi siti abitativi di epoca romana aperti al pubblico nel Regno Unito.

## Storia
In epoca romana, il territorio dove sorge il villaggio di Bignor si trovava lungo la strada che collegava Londra a Chichester e il sito era probabilmente occupato sin dal I d.C.
Il sito venne scoperto casualmente il 18 luglio 1811 dal fattore George Tupper durante una aratura.
Poco dopo la scoperta, furono effettuati degli scavi coordinati dal proprietario del Bignor Park John Hawkins. In seguito, a tre anni di distanza dalla scoperta, il sito venne aperto al pubblico.

## Descrizione
Il sito occupa un'area di 4 acri. Al suo interno, si trovano i resti di 70 edifici.
Anche se il sito era, come detto occupato probabilmente già nel corso del I secolo, gli edifici più antichi rinvenuti in loco sono databili intorno al 190 d.C. Vi sono poi delle pavimentazioni databili al 350 a.C.
Il sito è noto per i mosaici rinvenuti in loco, tra i mosaici di epoca romana meglio conservati al mondo. Tra questi, spiccano quello un mosaico (rinvenuto da George Tupper) che raffigura Ganimede e sei donne danzanti e un altro raffigurante la dea Venere assieme a dei gladiatori.